# Woodlark
Woodlark, auch bekannt als Muyua, Muyuw oder Murua, ist eine Insel östlich der Insel Neuguinea.

## Geographie
Woodlark ist 739 km² groß und bildet mit ihren Nebeninseln die Murua Local Level Government Area des Samarai-Murua Districts der Provinz Milne Bay von Papua-Neuguinea, zu der auch die Alcester-Inseln im Süden und die Marshall-Bennett-Inseln im Südwesten gehören. Höchster Punkt ist der 410 Meter Suloga Peak auf einer kleinen Halbinsel im Süden. Woodlark ist die Hauptinsel der Woodlark-Inseln, zu der über 20 Inseln zählen.
Zur Volkszählung 2000 hatte die Hauptinsel eine Bevölkerung von 3151 in 14 Dörfern und einer separaten Einrichtung. Die größten Dörfer waren Wabununa (469) und Guasopa (358, mit der einzigen Landebahn der Insel) im Südosten, und Kaurai (317) an der Nordküste. Hinzu kommen drei weitere Dörfer auf der westlich vorgelagerten Nebeninsel Madau: Madau (307), Muneiveyova (273) und Boagis (178), und eines auf der südlich vorgelagerten Insel Mapas (104):
| Census Unit Number | Name            | Ward           | Haushalte | Bevölkerung männlich | Bevölkerung weiblich | Bevölkerung insgesamt | Koordinaten            |
| ------------------ | --------------- | -------------- | --------- | -------------------- | -------------------- | --------------------- | ---------------------- |
| 001                | Boiboi          | 01 Kulumadau   | 38        | 85                   | 79                   | 164                   | 9,0974° S, 152,6709° O |
| 002                | Kulumadau       | 01 Kulumadau   | 66        | 120                  | 88                   | 208                   | 9,0869° S, 152,7201° O |
| 006                | Guasopa         | 02 Guasopa     | 75        | 185                  | 173                  | 358                   | 9,2271° S, 152,9487° O |
| 007                | Waniked         | 02 Guasopa     | 15        | 33                   | 34                   | 67                    | 9,2464° S, 152,9729° O |
| 008                | Kelau           | 02 Guasopa     | 36        | 85                   | 73                   | 158                   | 9,2055° S, 152,9406° O |
| 501                | Guasopa Station | 02 Guasopa     | 19        | 45                   | 42                   | 87                    | 9,2249° S, 152,9446° O |
| 022                | Wabununa        | 03 Wabununa    | 88        | 244                  | 225                  | 469                   | 9,2478° S, 152,8959° O |
| 023                | Oviai           | 03 Wabununa    | 14        | 37                   | 33                   | 70                    | 9,2477° S, 152,8915° O |
| 011                | Kavatana        | 04 Kavatana    | 53        | 103                  | 99                   | 202                   | 9,1655° S, 152,9879° O |
| 012                | Mon             | 04 Kavatana    | 35        | 90                   | 69                   | 159                   | 9,191° S, 152,9878° O  |
| 009                | Kaurai          | 05 Kaurai      | 64        | 167                  | 150                  | 317                   | 9,0363° S, 152,8021° O |
| 016                | Mapas           | 07 Unumatana   | 18        | 54                   | 50                   | 104                   | 9,2434° S, 152,7569° O |
| 020                | Unumatana       | 07 Unumatana   | 47        | 125                  | 107                  | 232                   | 9,2504° S, 152,8575° O |
| 010                | Kauwai          | 11 Kauwai      | 61        | 152                  | 132                  | 284                   | 9,0599° S, 152,6041° O |
| 002                | Boagis          | 12 Madau       | 35        | 89                   | 89                   | 178                   | 9,0617° S, 152,4202° O |
| 015                | Madau           | 12 Madau       | 56        | 165                  | 142                  | 307                   | 8,9831° S, 152,4104° O |
| 003                | Dikoias         | 13 Dikoias     | 38        | 84                   | 106                  | 190                   | 9,0361° S, 152,7415° O |
| 017                | Muneiveyova     | 15 Muneiveyova | 57        | 152                  | 121                  | 273                   | 8,9612° S, 152,4614° O |
| 023                | Oyavata         | 16 Oyavata     | 38        | 94                   | 92                   | 186                   | 9,2298° S, 152,9208° O |

Die auf der Insel gesprochene Sprache heißt Muyuw.

## Geschichte
Unter dem Namen Operation Chronicle landeten am 23. Juni 1943 alliierte Streitkräfte auf der Woodlark-Insel und Kiriwina. Da die Inseln nicht von den Japanern besetzt waren verliefen die Landungen verlustfrei. Einige Wochen nach der Landung hatten Navy-Seabees bereits einen großen Militärflugplatz in der Guasopa-Bucht errichtet, der als Woodlark-Airfield (später als Guasopa-Flughafen) bekannt wurde.

## Fauna
Die Insel hat eine reiche Fauna. Es leben dort eine ganze Reihe an Säugetieren:
- Wildschwein (Sus scrofa) – eingeführt
- Pazifische Ratte (Rattus exulans) – eingeführt
- Phalanger lullulae (eine Kuskus-Art)
- Kurzkopfgleitbeutler (Petaurus Brevizeps)
- Melomys lutillus (eine Mosaikschwanzratten-Art)
- Rattus mordax (eine Rattenart)
- Dobsonia pannietensis (eine Nacktrückenflughunde-Art)
- Nyctimene major (eine Röhrennasenflughunde-Art)
- Brillenflughund (Pteropus conspicillatus)
- Insel-Flughund (Pteropus hypomelanus)
- Syconycteris australis (eine Langzungenflughunde-Art)
- Emballonura beccarii (eine Fledermausart der Gattungsgruppe Emballonura)
- Emballonura nigrescens – ebenso
- Aselliscus tricuspidatus (eine Fledermausart der Gattung Aselliscus)
- Hipposideros ater (eine Fledermausart)
- Rhinolophus megaphyllus (eine Fledermausart der Hufeisennasen)
- Kerivoula agnella (eine Fledermausart der Gattung Kerivoula)
- Miniopterus australis (eine Art der Langflügelfledermäuse)
- Miniopterus macrocneme – ebenso
- Miniopterus propitristis – ebenso
- Langflügelfledermaus (Miniopterus schreibersii)